# Samuel Stokely

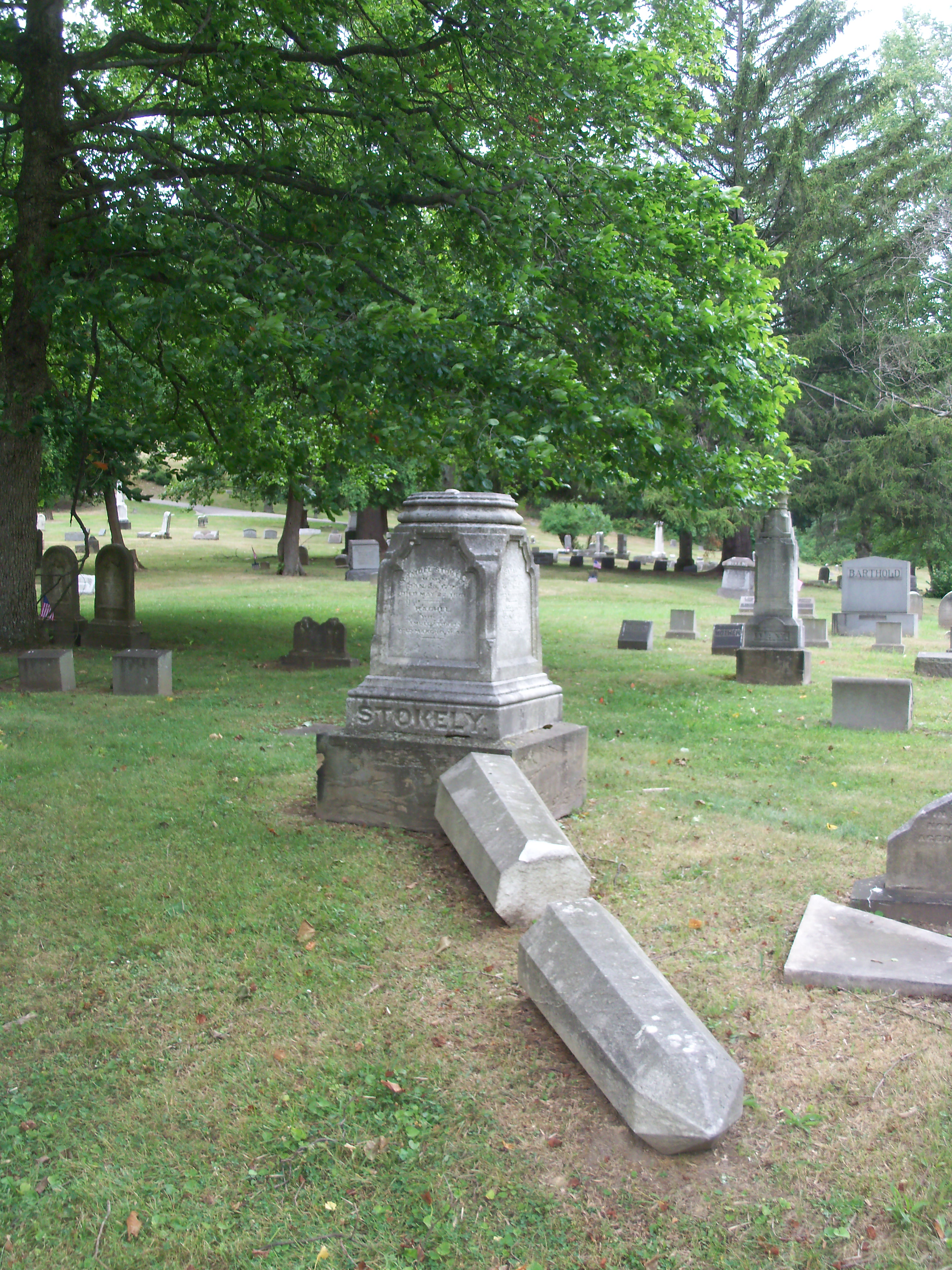
Grabmal von Samuel Stokely in Steubenville, Ohio.

Samuel Stokely (* 25. Januar 1796 in Washington, Pennsylvania; † 23. Mai 1861 in Steubenville, Ohio) war ein US-amerikanischer Politiker der United States Whig Party. Vom 4. März 1841 bis zum 3. März 1843 war er Mitglied des Repräsentantenhauses der Vereinigten Staaten für den 19. Kongressdistrikt des Bundesstaates Ohio.

## Biografie
Stokely wurde in Washington geboren. Dort besuchte er die örtlichen Schulen. Anschließend studierte er Jura. 1817 wurde er als Rechtsanwalt zugelassen. Er ließ sich in Steubenville nieder. Von 1837 bis 1838 war er Mitglied im Staatssenat.
Von 1841 bis 1843 war Stokely Mitglied des US-Repräsentantenhauses. Er wurde von seiner Partei für eine Wiederwahl nicht mehr nominiert. Er zog sich wieder nach Steubenville zurück, wo er bis zu seinem Tod 1861 als Rechtsanwalt tätig war. Er wurde auf dem Union Cemetery beigesetzt.
Stokely heiratete 1830 Rachel Mason. Danach war er noch zwei Mal verheiratet. Er hatte mit seinen drei Frauen insgesamt vier Kinder.